# Neoseiulus provectus
Neoseiulus provectus är en spindeldjursart som först beskrevs av Kolodochka 1991.  Neoseiulus provectus ingår i släktet Neoseiulus och familjen Phytoseiidae. Inga underarter finns listade i Catalogue of Life.